# Igreja Reformada de Cristo Para as Nações
A Igreja Reformada de Cristo para as Nações (em inglês: Reformed Church of Christ for Nations, RCCN) é uma denominação cristã reformada com sede na Nigéria, formada em 1993, por um grupo de igrejas que se separou da  Igreja Cristã Reformada da Nigéria.

## História
A Igreja Cristã Reformada da Nigéria (ICRN) foi fundada no Século XX, por missionários da Missão Unida do Sudão e Igreja Cristã Reformada da América do Norte.
Em 1973, um grupo de igrejas, em sua maioria constituído por membros da tribo Kuteb,  se separou da ICRN e formou a Igreja de Cristo na Nigéria, ou Ekklesia Kristi A Nigeria.
Em 1993, o sínodo decidiu alterar o nome para Igreja Reformada de Cristo na Nigéria para refletir melhor sua identidade nacional e tradição reformada.
Por fim, a denominação alterou seu nome novamente para Igreja Reformada de Cristo para as Nações.

## Doutrina e organização
A RCCN subscreve o Credo dos Apóstolos, Credo Niceno, Catecismo de Heidelberg, Cânones de Dort e a Confissão de Fé de Westminster. A governança da igreja é estruturada em três níveis: conselho local, conselho distrital e sínodo, que se reúne duas vezes por ano.
Na década de 2020 membros da igreja foram atacados em mortos, em diversos eventos de terrorismo islâmico.

## Estatísticas
De acordo com dados do Conselho Mundial de Igrejas, a RCCN era formada, em 2016, por aproximadamente 250.000 membros e 64 pastores.
Todavia, em consulta realizada pela Igreja Cristã Reformada da América do Norte, em 2024, a RCCN relatou ter 100.000 membros, em 132 congregações.

## Afiliações ecumênicas
A RCCN é membro da Comunhão Mundial das Igrejas Reformadas e do Conselho Mundial de Igrejas.
Além disso, a denominação tem comunhão plena com a Igreja Cristã Reformada na América do Norte.